# Richard Piñeyro
Richard Piñeyro (Montevideo, 1955 - Ib., 1998) fue un poeta afrouruguayo.

## Biografía
Militante del Movimiento de Liberación Nacional-Tupamaros, fue encarcelado en el año 1974 en el Penal de Libertad, de donde salió en diciembre de 1980. El escritor Alfredo Alzugarat recuerda su contacto con Richard Piñeyro a fines de 1972 e inicio de 1973, cuando compartían la militancia clandestina y conversaban sobre poesía: "Recuerdo su hablar apasionado, la mirada intensa de sus ojos saltones, las palabras rápidas, pretendidamente contundentes, que escapaban de sus gruesos labios. Intercambiábamos libros de Sebastián Salazar Bondy o aquel de Pedro Shimose que había recibido el Premio Casa de las Américas y llevaba por título un verso de Vallejo: Quiero escribir pero me sale espuma. Nos animábamos a soñar entre el acoso diario y los golpes de la debacle".
Integró el grupo Ediciones de Uno , un colectivo de artistas que combinaron experimentación poética y gráfica, con militancia social. En el sello editorial del grupo fueron publicados casi todos sus libros, que aparecieron entre 1982 y 1992.
Según Luis Bravo, su poesía "es de esas que salen al mundo con el alma desnuda, sin artificios verbales, con un algo de sino trágico como tocado con sordina. Hay en ésta una lucha cuerpo a cuerpo entre la muerte y la esperanza. Y hay un soñador que, atravesado por el golpe brutal de la represión (que vivió en carne y alma propias) tienta la energía luminosa del que cree. En ese peliagudo sacudimiento es donde se instala su poesía. A diferencia de quienes escriben para bucear en la locura, Piñeyro escribía para regresar de ese lugar".
Tras su muerte, luego de un intento de suicidio en junio de 1998, la editorial Vintén Editor publicó el libro póstumo Palabra antigua.

## Obras
- 9 X 1 (plaquetas de poesía) de H. Bardanca, D. Bello, A. Castrillón, L. Damián, A. Ferolla, F. Lussich, R. Piñeyro, M. Thompson y G. Wojciechowski. Montevideo: Ediciones de Uno, 1982.
- Quiero tener una muchacha que se llame Beba. Montevideo: Ediciones de Uno, 1983.
- Cartas a la vida. Montevideo: Ediciones de Uno, 1985.
- El otoño y mis cosas. Montevideo: Ediciones de Uno, 1992.
- Palabra antigua. Montevideo: Vintén, 1998.